# 事情正在起變化
《事情正在起变化》，是毛泽东于1957年5月中旬至6月初撰写的文章，6月11日完稿，6月12日在中國共產黨内印发，以配合当时的反右运动。1977年4月，编入《毛泽东选集》第五卷發表。

## 主要内容
在文中，毛泽东认为“几个月以来，人们都在批判教条主义，却放过了修正主义”，“现在应当开始注意批评修正主义”，毛泽东将所谓的“修正主义”思想，看作“是资产阶级思想在党内的反映，他们向往资产阶级自由主义否定一切，他们与社会上资产阶级知识分子有千丝万缕的联系”。
可能是由于发现中共第二次整风运动开始以来，舆论不完全受自己控制，毛泽东开始注意新闻机构的思想倾向，认为其中的新党员、青年团员中“有一部分确实具有相当严重的修正主义思想。他们否认报纸的党性和阶级性，他们混同无产阶级新闻事业与资产阶级新闻事业的原则区别，他们混同反映社会主义国家集体经济的新闻事业与反映资本主义国家无政府状态和集团竞争的经济的新闻事业。他们欣赏资产阶级自由主义，反对党的领导。他们赞成民主，反对集中。他们反对为了实现计划经济所必需的对于文化教育事业（包括新闻事业在内的）必要的但不是过分集中的领导、计划和控制。他们跟社会上的右翼知识分子互相呼应，联成一起，亲如弟兄”。
虽然毛泽东在文中开头指出“真正的教条主义分子觉得‘左’比右好是有原因的，因为他们要革命。但是对于革命事业的损失说来，‘左’比右并没有什么好”，似乎中立，但在分析了左派、右派、中间派的比例后，他开始把矛头指向他认为的右派，“最近这个时期，在民主党派中和高等学校中，右派表现得最坚决最猖狂”，“现在右派的进攻还没有达到顶点，我们还要让他们猖狂一个时期，让他们走到顶点。他们越猖狂，对于我们越有利益”。这就是军事上惯用的“诱敌深入，聚而歼之”的策略。毛泽东直言“党内党外的右派都不懂辩证法：物极必反”，将静观右派的言论“进攻”，比作钓鱼，“现在大批的鱼自己浮到水面上来了，并不要钓。这种鱼不是普通的鱼，大概鲨鱼吧，具有利牙，欢喜吃人”。接下来毛泽东则完全以左派自居了，“我们和右派的斗争集中在争夺中间派”，毛泽东完全不信任右派，认为他们对中华人民共和国、中国共产党的拥护全是虚假的，
毛泽东甚至认为“新闻界右派还有号召工农群众反对政府的迹象”。
毛泽东接下来在指责右派给共产党、左派、中间派乱扣帽子，一般表示“我们对中间派过去所扣一切不适当的帽子都要取掉，以后也不要乱扣”，然后则开始给右派扣帽子，并且“只有扣帽子一事，对右派当别论。但是也要扣得对，确是右派才给他扣上右派这顶帽子”，并且言之凿凿地说“必须确有证据，实事求是，不可过分，过分就是错误”。
毛泽东将中共执政后的国家看作一个新世界，认为资产阶级、知识分子“总是留恋他们的旧世界，对于新世界总有些格格不入。要改造他们，需要很长的时间，而且不可用粗暴方法”。毛泽东认为没有共产党的领导，“社会主义就不能建成，我们民族就要受到绝大的灾难”。一方面，毛泽东认识到社会主义事业需要资产阶级、知识分子来服务，另一方面又希望“进一步改造他们使他们逐步地工人阶级化”。
毛泽东预先对于开展整风后的舆论形势是否有足够的估计，历来说法不一，但在此文中，毛泽东提出“毒草共香花同生，牛鬼蛇神与麟凤龟龙并长，这是我们所料到的，也是我们所希望的”。此后毒草、牛鬼蛇神就成了被妖魔化后的右派的代名词，
在此篇对中共内部的文章中，毛泽东还为右派列出了两条出路，“一条，夹紧尾巴，改邪归正。一条，继续胡闹，自取灭亡去何从，主动权（一个短期内）在你们手里”，这实际上是在党内发出了肃清右派的信号。
如何“鉴别资产阶级及资产阶级知识分子在政治上的真假善恶”，毛泽东提出了两条标准，“主要是看人们是否真正要社会主义和真正接受共产党的领导”，并且威胁道“只要他们翻这两条案，中华人民共和国就没有他们的位置”。
对于党内整风的持续时间，毛泽东认为“有的几星期，有的几个月，有的一年左右（例如农村），就可完成。至于学习马克思主义，提高思想水平，那就时间要长些”。而毛泽东还不满足于党内整风，“过一会我们帮助党外人士整风”，他认为通过这样的“互相帮助”，就可以“使歪风整掉，走向反面，变为正风”。对于这个期限，他估计要“有两三个五年计划”。毛泽东的这套“互相帮助”论，将他原先在《论十大关系》中提出的党和非党之间“长期共存，互相监督”，更加具体化。